# أبراهام أولانو
أبراهام أولانو مانثانو (بالإسبانية: Abraham Olano Manzano، ولد في 22 يناير 1970، أنويتا، غيبوثكوا، إسبانيا) دراج إسباني.
حصل على الميدالية الفضية في دورة الألعاب الأولمبية الصيفية عام 1996، وعلى ميداليتين ذهبيتين في بطولات العالم للدراجات الهوائية على الطريق، كما فاز بسباق طواف إسبانيا عام 1998.

## إنجازاته

### الألعاب الأولمبية الصيفية
- 1996 أتلانتا  الولايات المتحدة:  ميدالية فضية في سباق الدراجات الهوائية على الطريق ضد عقارب الساعة (Time Trial).

### بطولة العالم للدراجات الهوائية على الطريق
- 1995 دويتاما  فنزويلا:  ميدالية ذهبية في سباق الدراجات الهوائية على الطريق.
- 1995 دويتاما  فنزويلا:  ميدالية فضية في سباق الدراجات الهوائية على الطريق ضد عقارب الساعة (Time Trial).
- 1998 فالكينبورغرآن دي غيول  هولندا:  ميدالية ذهبية في سباق الدراجات الهوائية على الطريق ضد عقارب الساعة (Time Trial).

### سباق الطوافات الكبرى
- طواف إسبانيا
  - 1995: المرتبة الثانية بطواف إسبانيا.
  - 1998 :  بطل طواف إسبانيا.
- طواف إيطاليا
  - 1996: المرتبة الثالثة بطواف إيطاليا.
  - 2001: المرتبة الثانية بطواف إيطاليا.

## روابط خارجية
- أبراهام أولانو على موقع أرشيف الدراجات (الإنجليزية)
- أبراهام أولانو على موقع إحصائيات الدراجات الإحترافية (الإنجليزية)
- أبراهام أولانو على موقع CycleBase (الإنجليزية)
- أبراهام أولانو على موقع اللجنة الأولمبية الدولية (الإنجليزية)
- أبراهام أولانو على موقع أوليمبيديا (الإنجليزية)
- أبراهام أولانو على موقع اللجنة الأولمبية الإسبانية (الإسبانية)